# Цехановец (гмина)
Цехановец (пол. Ciechanowiec) — городско-сельская гмина (волость) в Польше, входит как административная единица в Высокомазовецкий повет Подляского воеводства. Население — 9195 человек (на 2011 год).

## Демография
Данные по переписи 2011 года:
| Перепись            | Всего | Мужчины | Женщины |
| ------------------- | ----- | ------- | ------- |
| Всего               | 9195  | 4651    | 4544    |
| Городское население | 4911  | 2423    | 2488    |
| Сельское население  | 4284  | 2228    | 2056    |

## Сельские округа
1. Антонин
2. Буенка
3. Цехановчик
4. Чае-Багно
5. Чае-Вулька
6. Домбчин
7. Кобусы
8. Коце-Басе
9. Коце-Пискулы
10. Коце-Схабы
11. Косёрки
12. Козаже
13. Кулаки
14. Лемпице
15. Малец
16. Новодворы
17. Побикры
18. Пшибышин
19. Радзишево-Круле
20. Радзишево-Сеньчух
21. Радзишево-Старе
22. Скужец
23. Тшаски
24. Творковице
25. Винна-Хролы
26. Винна-Посвентна
27. Винна-Выпыхы
28. Войтковице-Дады
29. Войтковице-Глинна
30. Войтковице-Старе
31. Задобже

## Соседние гмины
1. Гмина Богуты-Пянки
2. Гмина Гродзиск
3. Гмина Яблонна-Ляцка
4. Гмина Клюково
5. Гмина Нур
6. Гмина Перлеево
7. Гмина Рудка
8. Гмина Стердынь